# Carrizosa
Carrizosa település Spanyolországban, Ciudad Real tartományban. Carrizosa Alhambra, Villahermosa és Montiel községekkel határos. Lakosainak száma 1106 fő (2024).

## Népesség
A település népessége az elmúlt években az alábbi módon változott:
| Lakosok száma | 1663 | 1568 | 1552 | 1472 | 1445 | 1369 | 1299 | 1212 | 1175 | 1106 |
|               | 2001 | 2004 | 2006 | 2009 | 2011 | 2014 | 2016 | 2019 | 2021 | 2024 |